# Чуманова
Чума́нова (рос. Чуманова) — присілок у складі Юргінського району Тюменської області, Росія.
Населення — 51 особа (2010, 85 у 2002).
Національний склад станом на 2002 рік:
- росіяни — 98 %